# Кампањола (Новара)
Кампањола (итал. Campagnola) је насеље у Италији у округу Новара, региону Пијемонт.
Према процени из 2011. у насељу је живело 361 становника. Насеље се налази на надморској висини од 263 м.